# Pietro Di Nardo
Pietro Di Nardo (Bienne, 8 febbraio 1990) è un ex calciatore svizzero, di ruolo centrocampista.

## Caratteristiche tecniche
È un mediano.

## Carriera
Ha esordito in Super League il 21 luglio 2018 disputando con il Neuchâtel Xamax l'incontro vinto 2-0 contro il Lucerna.
Ha disputato oltre 200 partite in Challenge League con Bienne e Neuchâtel Xamax.

## Palmarès
- Promotion League: 1

Neuchâtel Xamax: 2014-2015
- Challenge League: 1

Neuchâtel Xamax: 2017-2018